# ライフ・イン・トウキョウ
「ライフ・イン・トウキョウ」(Life in Tokyo) は、イギリスのバンドであるジャパンの楽曲。ディスコ音楽のプロデューサーとして知られるジョルジオ・モロダーとの協力で制作され、作詞作曲もモロダーとデヴィッド・シルヴィアンの共作となっており、バンドにとってそれまでのサウンドからの方向転換を示す曲となった。当初は、1979年にシングルとしてリリースされ、その後2回にわたって再発売がされ、ようやく1982年に全英シングル・チャート入りするヒットとなった。

## 制作
この曲は、ジョルジオ・モロダーと、バンドのボーカリストであるデヴィッド・シルヴィアンの共作によって書かれた。音楽的なスタイルは、モロダーらしいエレクトリック・ディスコ (electronic disco) のスタイルに沿っており、既にドナ・サマーや、ミューニック・マシン、モロダー自身の1977年のアルバム『 From Here to Eternity』で展開されていたものであった。モロダーのトレードマークとも言える、アルペジオ奏法のシンセサイザーがトラックを通して聞こえる。

## 発売
最初のシングルは、1979年に7インチ盤と12インチ盤でリリースされ、後者の方により長いバージョンが収められたが、これはドナ・サマーの「I Feel Love」などで用いられた、モロダーのディスコ・バージョンのスタイルを反映したものであった。しかし、このシングルはイギリスではヒットしなかった。
1980年にジャパンがヴァージン・レコードから出したアルバム『孤独な影 (Gentlemen Take Polaroids)』でそこそこ成功すると、1981年はじめにハンザから、この曲のシングルが再発売された。この盤では、B面に「ヨーロピアン・サン (European Son)」が収められていたが、この盤もヒットはしなかった。
1982年10月、ジャパンがアルバム『錻力の太鼓 (Tin Drum)』や「ゴウズツ (Ghosts)」、「カントニーズ・ボーイ (Cantonese Boy)」といったシングルで成功を収めると、この曲も三たびシングルがリリースされた。これによって「ライフ・イン・トウキョウ」はようやくヒットし、全英シングル・チャートで最高28位まで上昇した。ジャパンのメンバーたち自身も、この曲の再々リリースに尽力し、シルヴィアンは自らスリーブのデザインを手がけ、シングルの両面に「ライフ・イン・トウキョウ」が収められ、12インチ盤も新たなリミックスで制作された。B面に収められた「Life In Tokyo Theme」は、（通常の45回転ではなく）78回転で再生すると普通に聞こえるという、（通常の45回転で再生すると）速度を落としたミックスになっていた。

## トラックリスト
UK 7" Red vinyl Ariola Hansa AHA 540 1979
1. Life in Tokyo (Short version)
2. Life in Tokyo (Pt 2)

UK 12" Red vinyl Ariola Hansa AHAD 540 1979
1. Life in Tokyo (Long version)
2. Life in Tokyo (Short Version)

UK 7" Hansa HANSA 4 1981
1. Life in Tokyo
2. European Son

UK 12" Hansa HANSA 12-4 1981
1. Life in Tokyo (Extended Version)
2. European Son

UK 7" Hansa HANSA 17 1982
1. Life in Tokyo (Special Remix)
2. Life in Tokyo (Theme)

UK 12" Hansa HANSA 12-17 1982
1. Life in Tokyo (Extended Remix)
2. Life in Tokyo (Theme)[5]